# هیروآکی اوگی
هیروآکی اوگی (انگلیسی: Hiroaki Ogi؛ زادهٔ ۱۶ اوت ۱۹۷۱) بازیگر اهل ژاپن است.